# Нооде, Стив
Стив Нооде́ (фр. Steve Noode; род. 2 июня 2005) — камерунский футболист, защитник клуба «Шальке 04», выступающий на правах аренды за люксембургский клуб «Унион Титус Петанж».

## Клубная карьера
Нооде — воспитанник камерунской Академии футболу. Летом 2024 года игрок подписал свой первый профессиональный контракт на 5 лет с немецким «Шальке 04». В 2025 году Стив на правах аренды перешёл в австрийский «Райндорф Альтах». 8 февраля в матче против ГАКа он дебютировал в австрийской Бундеслиге. По окончании аренды Нооде вернулся в «Шальке 04».